# Johann Heinrich Dannecker
Johann Heinrich Dannecker (Stuttgart, 1758. október 15. – Stuttgart, 1841. december 8.) német klasszicista szobrász.

## Életútja
Tanulmányait a stuttgarti Károly-iskolában végezte, majd 1780-ban udvari szobrász lett. 1783-ban Párizsban Pajou műtermébe lépett be, 1785-ben pedig Rómába ment, ahol az ókori remekművek, főleg azonban Canova hatása alatt tehetsége még jobban kifejlődött. 1790-ben visszatért Stuttgartba, a művészeti iskolák tanára, majd igazgatója lett és késő vénségben, szellemi végelgyengülésben halt meg.
Műveinek legnagyobb része klasszikus irányánál fogva antik tárgyú; ilyen volt első pályamunkája, a krotoni Milo, a Rómában készített Bacchus- és Zeus-szobor és leghíresebb műve, a carrarai márványból faragott, párducon nyugvó Ariadné (1806, a Bethmann-féle kertben, Frankfurtban). Mellszobrai közül legkitűnőbbek ifjúkori barátjának, Schillernek mellszobrai, melyek közül a legtökéletesebb, carrarai márványból, a stuttgarti múzeumban van. Élete vége felé a vallásos irány felé hajolt. Sok évi töprengésnek az eredménye az 1824-ben befejezett Krisztus-márványszobor (Szentpétervár Carszkoje Szeló (ma Puskinváros nevű városrésze) mellett), hasonló, de szárazabb Szent János apostol szobra a rothenbergi sírkápolnában (1826), ebbe a csoportba tartozik a «Dannecker álma» címen ismeretes domborműsorozat is. Bertel Thorvaldsen után a klasszicizmus legkiválóbb képviselője a szobrászat terén.

## Galéria

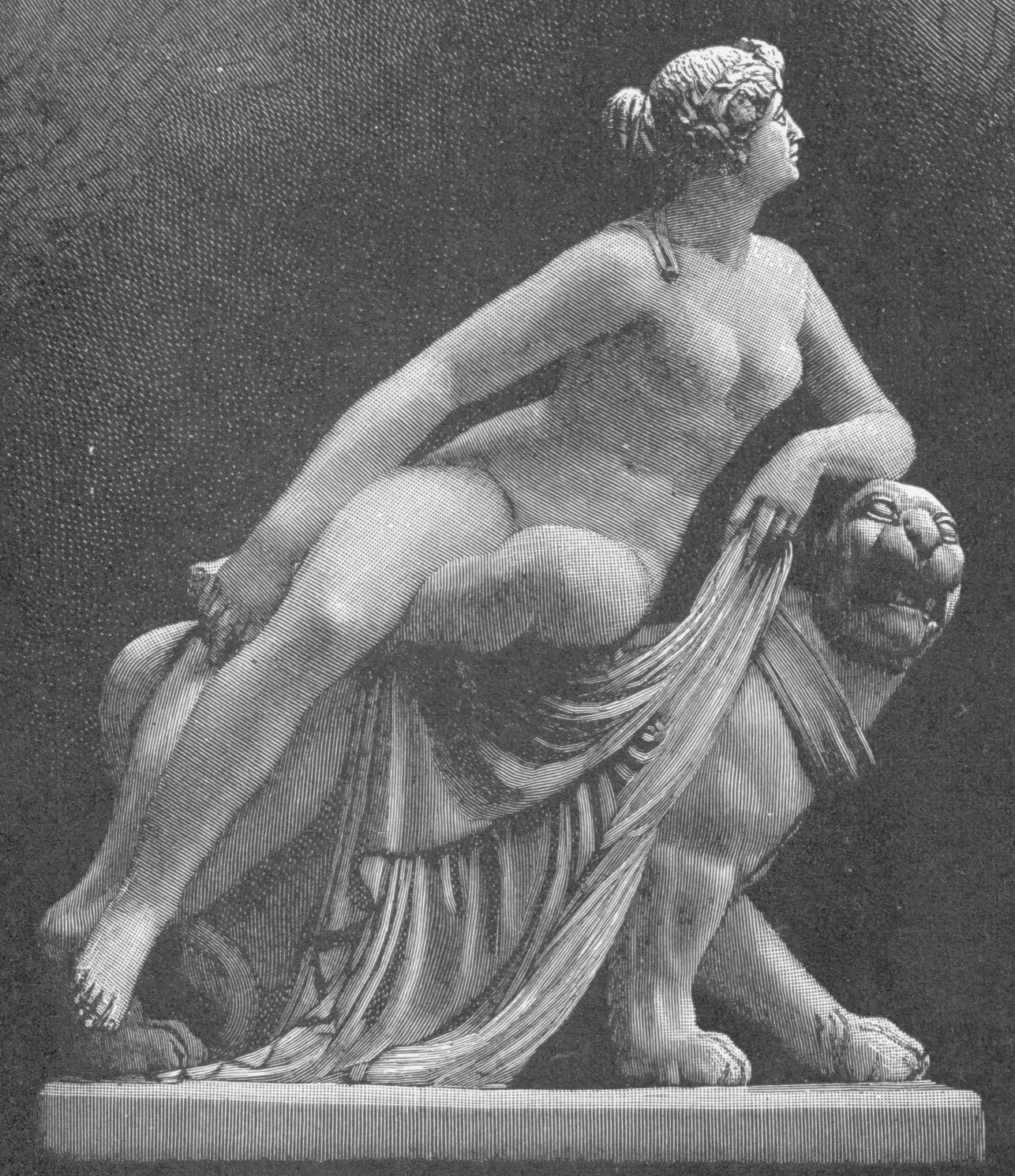
Párducon nyugvó Ariadné
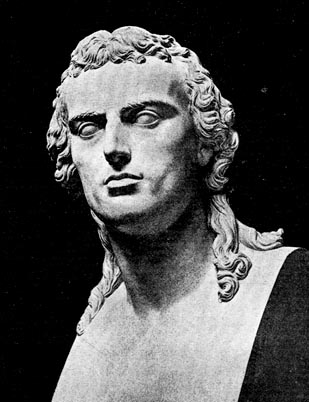
Schiller
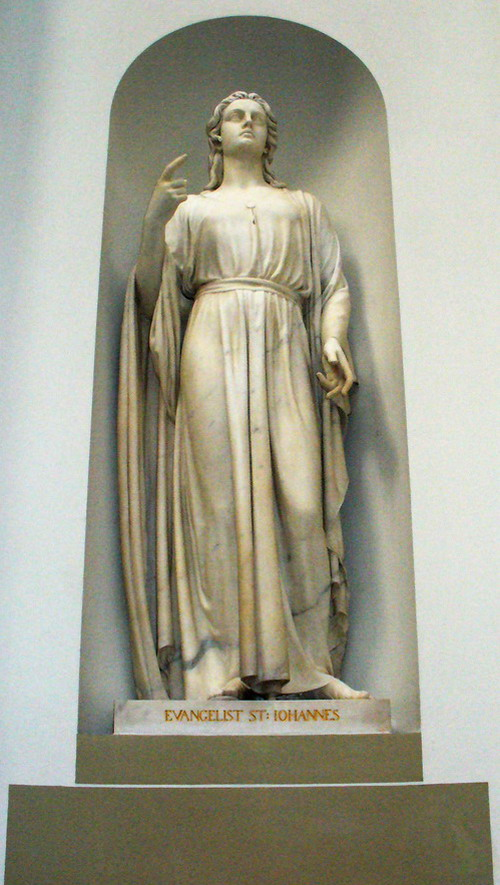
Szent János apostol